# Luke Shaw
Luke Paul Hoare Shaw (født 12. juli 1995) er en engelsk fodboldspiller, der spiller hos Premier League-klubben Manchester United og det engelske landshold.

## Klubkarriere

### Southampton
Shaw spillede hele sin ungdomskarriere hos Southampton. I 2012 blev han indlemmet i klubbens seniortrup, og som 16-årig fik han den 28. januar samme år sin debut i en FA Cup-kamp på udebane mod Millwall.

### Manchester United
Shaw skiftede i juni 2014 til Manchester United i en aftale som gjorde ham til den dyreste teenager nogensinde.
Shaw led en hård skade i september 2015, da han efter en hård tackling fra PSVs Héctor Moreno brækkede benet. Han missede derefter 9 måneder med skaden.
Shaw vandt efter 2018-19 sæsonen årets spiller i Manchester United prisen, kaldet Sir Matt Busby Player of the Year Award.

## Landsholdskarriere

### Ungdomslandshold
Shaw har repræsenteret England på flere ungdomsniveauer.

### Seniorlandshold
Shaw debuterede for Englands landshold som 18-årig den 5. marts 2014 i en venskabskamp på Wembley mod Danmark.
Han har siden været del af flere internationale turneringer, herunder var han del af Englands trup til EM 2020, hvor at England tabte i finalen til Italien.